# Baltic Jazz
Het Baltic Jazz festival is een jazzfestival in Finland dat jaarlijks wordt gehouden in de omgeving van het dorp Dalsbruk (Taalintehdas, aan de oever van de Oostzee). Het werd voor het eerst gehouden in 1987 en is uitgegroeid tot een van de grootste jazzfestivals van Finland. Het wordt gehouden twee weken na midzomer, meestal tijdens het tweede weekend in juli. Op het festival treden zowel internationale musici als lokale talenten op. Jarenlang lag de nadruk op traditionele ('happy') jazz, maar sinds 2013 wordt er breder geprogrammeerd om een breder publiek aan te spreken.